# ダスティン・ジョンソン
ダスティン・ハンター・ジョンソン（Dustin Hunter Johnson、1984年6月22日 - ）は、アメリカ・サウスカロライナ州コロンビア出身のプロゴルファーである。2019-20フェデックス総合優勝。2016年の全米オープン、2020年マスターズ優勝者。ストロンググリップが特徴でPGAツアー屈指の飛ばし屋として有名。

## 経歴
ダスティンはアマチュア時代の2007年にモンロー招待とノースイーストアマチュアで優勝。その年にはウォーカーカップアメリカ代表に選出された。
同年12月のPGAツアーQスクールで14位タイで正式にツアーメンバーとなる。2008年10月のフォールシリーズの大会ターニングストーン・リゾート選手権で初優勝。2009年と2010年のAT&Tペブルビーチナショナルプロアマで優勝したが、2010年の全米オープンでは8位タイに終わる。
2015年のチェンバーズ・ベイでの全米オープンでは最終日最終組で回り、1打差二位で18番ロングホールを迎えた。ティーショットで350ヤードを超えるスーパーショット、そして2オンに成功し逆転優勝へ4メートルのイーグルチャンスにつけた。しかしここで3パットを喫してしまい、優勝はおろかプレーオフの可能性もなくなり、ジョーダン・スピースと1打差の2位タイに終わった。
翌2016年の全米オープンでは4打差で最終日を迎えた。首位のシェーン・ローリーがスコアを落とすなか、ダスティンは68で回り、悲願のメジャー初制覇を成し遂げた。なお、ホールアウト後のビデオ判定にて、5番ホールにて1打罰が課せられ、69に変更となった。続くブリヂストン招待でも勝利し、2017年にはタイガー・ウッズ主催のジェネシス・オープンを制し、世界ランク1位となる。
2018年、セントリー・トーナメント・オブ・チャンピオンズ最終日において、12番パー4（433yd）の1打目ドライバーでピンまで10cmまで寄せ、あわやホールインワンというビッグドライブを達成。さらに、フェデックス・セントジュード・クラシックで優勝し、4週間ぶりに世界ランク1位に返り咲いた。
2020年、マスターズにおいて4日間合計268打（-20）で回り大会新記録で優勝を果たした。

## 家族
2022年、ポーリナ・グレツキーと9年の婚約期間を経て結婚した。息子が2人いる。

## 通算成績 (28勝)

### PGAツアー (24勝)
| 大会グレード                         |
| メジャー選手権 (2)                   |
| 世界ゴルフ選手権 (6)                 |
| フェデックス・カップ・プレーオフ (6) |
| ツアー (10)                          |

| No. | 年月日         | 大会                                             | 優勝スコア      | アンダーパー | 打差       | 2位 (タイ)                                             |
| --- | -------------- | ------------------------------------------------ | --------------- | ------------ | ---------- | ------------------------------------------------------ |
| 1.  | 2008年10月5日  | ターニングストーン・リゾート選手権               | 72-68-70-69=279 | -9           | 4打差      | ロバート・アレンビー                                   |
| 2.  | 2009年2月14日  | AT&Tペブルビーチナショナルプロアマ *             | 65-69-67=201    | -15          | 4打差      | マイク・ウィア                                         |
| 3.  | 2010年2月15日  | AT&Tペブルビーチナショナルプロアマ (2)           | 64-68-64-74=270 | -16          | 1打差      | デビッド・デュバル J.B.ホームズ                        |
| 4.  | 2010年9月12日  | BMW選手権                                        | 68-70-68-69=275 | -9           | 1打差      | ポール・ケーシー                                       |
| 5.  | 2011年8月27日  | ザ・バークレイズ *                               | 66-63-65=194    | -19          | 2打差      | マット・クーチャー                                     |
| 6.  | 2012年6月10日  | フェデックス・セントジュード・クラシック         | 70-68-67-66=271 | -9           | 1打差      | ジョン・メリック                                       |
| 7.  | 2013年1月8日   | ヒュンダイ・トーナメント・オブ・チャンピオンズ * | 69-66-68=203    | -16          | 4打差      | スティーブ・ストリッカー                               |
| 8.  | 2013年11月3日  | HSBCチャンピオンズ                               | 69-63-66-66=264 | -24          | 3打差      | イアン・ポールター                                     |
| 9.  | 2015年3月8日   | キャデラック選手権                               | 68-73-69-69=279 | -9           | 1打差      | J.B.ホームズ                                           |
| 10. | 2016年6月19日  | 全米オープン                                     | 67-69-71-69=276 | -4           | 3打差      | ジム・フューリク シェーン・ローリー スコット・ピアシー |
| 11. | 2016年7月3日   | ブリヂストン招待選手権 **                        | 69-73-66-66=274 | -6           | 1打差      | スコット・ピアシー                                     |
| 12. | 2016年9月11日  | BMW選手権 (2)                                    | 67-63-68-67=265 | -23          | 3打差      | ポール・ケーシー                                       |
| 13. | 2017年2月19日  | ジェネシス・オープン                             | 66-66-64-71=267 | -17          | 5打差      | スコット・ブラウン トーマス・ピータース                |
| 14. | 2017年3月5日   | メキシコ選手権 (2)                               | 70-66-66-68=270 | -14          | 1打差      | トミー・フリートウッド                                 |
| 15. | 2017年3月26日  | デル・マッチプレー                               | 1 up            | 1 up         | 1 up       | ジョン・ラーム                                         |
| 16. | 2017年8月27日  | ザ・バークレイズ (2)                             | 267             | -13          | プレーオフ | ジョーダン・スピース                                   |
| 17. | 2018年1月7日   | セントリー・トーナメント・オブ・チャンピオンズ   | 268             | -24          | 8打差      | ジョン・ラーム                                         |
| 18. | 2018年6月10日  | フェデックス・セントジュード・クラシック (2)     | 67-63-65-66=261 | -19          | 6打差      | Andrew Putnam                                          |
| 19. | 2018年6月29日  | RBCカナディアン・オープン                        | 68-66-65-66=265 | -23          | 3打差      | An Byeong-hun Kim Meen-whee                            |
| 20. | 2019年2月24日  | メキシコ選手権 (3)                               | 263             | -21          | 5打差      | ローリー・マキロイ                                     |
| 21. | 2020年6月28日  | トラベラーズ選手権                               | 69-64-61-67=261 | -19          | 1打差      | Kevin Streelman                                        |
| 22. | 2020年8月23日  | ザ・バークレイズ (3)                             | 67-60-64-63=254 | -30          | 11打差     | ハリス・イングリッシュ                                 |
| 23. | 2020年9月7日   | ザ・ツアーチャンピオンシップ                     | 67-70-64-68=269 | -211         | 3打差      | ザンダー・シャウフェレ ジャスティン・トーマス          |
| 24. | 2020年11月15日 | マスターズ・トーナメント                         | 65-70-65-68=268 | -20          | 5打差      | 任成宰 キャメロン・スミス                              |

* 注：悪天候により54ホールに短縮 

** The 2016 WGC-Bridgestone Invitational was only sanctioned by the PGA Tour; it was not sanctioned by the European Tour due to a schedule change for the Olympic Games. 

1 フェデックスカップのプレーオフ形式のため-10からスタート、実際のスコアは-11

### その他
- 2010年：ウェンディーズ・3ツアー・チャレンジ（PGAチームとして）、シャーク・シュートアウト（イアン・ポールターとともに）

### メジャー選手権の成績
| 大会         | 2009 | 2010 | 2011 | 2012 | 2013 | 2014 | 2015 | 2016 | 2017 | 2018 | 2019 | 2020 | 2021 | 2022 | 2023 | 2024 | 2025 |
| ------------ | ---- | ---- | ---- | ---- | ---- | ---- | ---- | ---- | ---- | ---- | ---- | ---- | ---- | ---- | ---- | ---- | ---- |
| マスターズ   | DNP  | T30  | T38  | DNP  | T13  | CUT  | T6   | T4   | DNP  | T10  | T2   | 1    | CUT  | T12  | T48  | CUT  | CUT  |
| 全米オープン | T48  | 40   | T23  | CUT  | 55   | T4   | T2   | 1    | CUT  | T3   | T35  | T6   | T19  | T24  | T10  | CUT  | CUT  |
| 全英オープン | DNP  | CUT  | T2   | T9   | T32  | T12  | T49  | T9   | T54  | CUT  | T51  | 中止 | T8   | T6   | CUT  | T31  | T23  |
| PGA選手権    | DNP  | T10  | CUT  | T48  | T8   | DNP  | T7   | CUT  | T13  | T27  | 2    | T2   | CUT  | CUT  | T55  | T43  | CUT  |

DNP = 出場せず 
 
CUT = 予選落ち 
 
T =タイ 
 
緑は優勝. 黄色はトップ10入り.

### LIVゴルフ (1勝)
| No. | 年月日       | 大会         | 優勝スコア   | アンダーパー | 打差       | 2位 (タイ)                            |
| --- | ------------ | ------------ | ------------ | ------------ | ---------- | ------------------------------------- |
| 1.  | 2022年9月4日 | ボストン大会 | 67-63-65=195 | -15          | プレーオフ | ホアキン・ニーマン アニルバン・ラヒリ |